# حاجی‌علی‌لی (تووز)
حاجی‌علی‌لی (به لاتین: Hacıalılı) یک منطقه مسکونی در جمهوری آذربایجان است که در شهرستان تووز واقع شده است. حاجی‌علی‌لی ۱۵۴۵ نفر جمعیت دارد.